# Bernay-Vilbert
Bernay-Vilbert és un municipi francès, situat al departament del Sena i Marne i a la regió d'Illa de França. L'any 2007 tenia 819 habitants.
Forma part del cantó de Fontenay-Trésigny, del districte de Provins i de la Comunitat de comunes de Val Briard.

## Demografia

### Població
El 2007 la població de fet de Bernay-Vilbert era de 819 persones. Hi havia 304 famílies, de les quals 56 eren unipersonals (28 homes vivint sols i 28 dones vivint soles), 84 parelles sense fills, 128 parelles amb fills i 36 famílies monoparentals amb fills.
La població ha evolucionat segons el següent gràfic:
Habitants censats

### Habitatges
El 2007 hi havia 356 habitatges, 301 eren l'habitatge principal de la família, 34 eren segones residències i 20 estaven desocupats. 344 eren cases i 10 eren apartaments. Dels 301 habitatges principals, 266 estaven ocupats pels seus propietaris, 27 estaven llogats i ocupats pels llogaters i 8 estaven cedits a títol gratuït; 4 tenien una cambra, 14 en tenien dues, 41 en tenien tres, 62 en tenien quatre i 181 en tenien cinc o més. 244 habitatges disposaven pel capbaix d'una plaça de pàrquing. A 108 habitatges hi havia un automòbil i a 174 n'hi havia dos o més.

### Piràmide de població
La piràmide de població per edats i sexe el 2009 era:
| Homes | Edats   | Dones |
| ----- | ------- | ----- |
| 0     | 95 o +  | 0     |
| 0     | 90 a 94 | 4     |
| 0     | 85 a 89 | 12    |
| 4     | 80 a 84 | 4     |
| 8     | 75 a 79 | 4     |
| 0     | 70 a 74 | 8     |
| 16    | 65 a 69 | 20    |
| 12    | 60 a 64 | 8     |
| 16    | 55 a 59 | 20    |
| 44    | 50 a 54 | 20    |
| 28    | 45 a 49 | 32    |
| 40    | 40 a 44 | 28    |
| 40    | 35 a 39 | 60    |
| 16    | 30 a 34 | 12    |
| 16    | 25 a 29 | 28    |
| 32    | 20 a 24 | 12    |
| 20    | 15 a 19 | 40    |
| 28    | 10 a 14 | 28    |
| 28    | 5 a 9   | 20    |
| 48    | 0 a 4   | 16    |

## Economia
El 2007 la població en edat de treballar era de 548 persones, 401 eren actives i 147 eren inactives. De les 401 persones actives 377 estaven ocupades (203 homes i 174 dones) i 25 estaven aturades (12 homes i 13 dones). De les 147 persones inactives 47 estaven jubilades, 58 estaven estudiant i 42 estaven classificades com a «altres inactius».

### Ingressos
El 2009 a Bernay-Vilbert hi havia 306 unitats fiscals que integraven 824,5 persones, la mediana anual d'ingressos fiscals per persona era de 23.879 €.

### Activitats econòmiques
Dels 48 establiments que hi havia el 2007, 4 eren d'empreses de fabricació d'altres productes industrials, 6 d'empreses de construcció, 15 d'empreses de comerç i reparació d'automòbils, 1 d'una empresa de transport, 1 d'una empresa d'hostatgeria i restauració, 2 d'empreses financeres, 1 d'una empresa immobiliària, 12 d'empreses de serveis, 5 d'entitats de l'administració pública i 1 d'una empresa classificada com a «altres activitats de serveis».
Dels 11 establiments de servei als particulars que hi havia el 2009, 4 eren tallers de reparació d'automòbils i de material agrícola, 1 paleta, 1 lampisteria, 2 electricistes, 1 perruqueria i 2 agències immobiliàries.
Els 3 establiments comercials que hi havia el 2009 eren floristeries.
L'any 2000 a Bernay-Vilbert hi havia 10 explotacions agrícoles que ocupaven un total de 588 hectàrees.

## Equipaments sanitaris i escolars
El 2009 hi havia 1 escola maternal integrada dins d'un grup escolar amb les comunes properes formant una escola dispersa i 1 escola elemental integrada dins d'un grup escolar amb les comunes properes formant una escola dispersa.

## Poblacions més properes
El següent diagrama mostra les poblacions més properes.